# Zhangzhishan (köpinghuvudort i Kina, Jiangsu Sheng, lat 31,93, long 121,01)
Zhangzhishan är en köpinghuvudort i Kina. Den ligger i provinsen Jiangsu, i den östra delen av landet, omkring 210 kilometer öster om provinshuvudstaden Nanjing. Antalet invånare är 51 028. Befolkningen består av 26 622 kvinnor och 24 406 män. Barn under 15 år utgör 10,0 %, vuxna 15-64 år 73 %, och äldre över 65 år 16,0 %.
Runt Zhangzhishan är det tätbefolkat, med 709 invånare per kvadratkilometer. Närmaste större samhälle är Nantong, 16,8 km nordväst om Zhangzhishan. Trakten runt Zhangzhishan består till största delen av jordbruksmark.
Genomsnittlig årsnederbörd är 1 510 millimeter. Den regnigaste månaden är augusti, med i genomsnitt 205 mm nederbörd, och den torraste är januari, med 45 mm nederbörd.